# Отуз-Уул
Отуз-Уул (кирг. Отуз-Уул) — село в Ак-Суйском районе Иссык-Кульской области Кыргызстана. Входит в состав Октябрьского аильного округа. Код СОАТЕ — 41702 205 832 03 0.

## Население
По данным переписи 2009 года, в селе проживало 977 человек.